# Tiranet d'Urich
El tiranet d'Urich (Phyllomyias urichi) és una espècie d'ocell de la família dels tirànids. És endèmic de les muntanyes del nord de Veneçuela, on viu a altituds d'entre 900 i 1.100 msnm. El seu hàbitat natural són els boscos montans humits. Està amenaçat per la desforestació i la conversió del seu hàbitat per a usos agrícoles i ramaders. Fou anomenat en honor del naturalista de Trinitat i Tobago Friederich William Urich.